# American Girl (brano musicale)
American Girl è un brano musicale di Tom Petty and the Heartbreakers. È il secondo singolo estratto dall'omonimo album di debutto.

## Storia
Malgrado alla sua uscita come singolo American Girl non avesse avuto un gran successo nelle classifiche, è diventata una delle canzoni più famose di Tom Petty, e quella che ne ha segnato il successo. Ancora oggi è considerata una delle sue migliori canzoni, e un classico assoluto nel mondo del rock. È stata addirittura descritta come parte del canone letterario americano, e inoltre, nonostante alla sua uscita non fosse entrata in classifica negli USA e nel Regno Unito avesse raggiunto il 40º posto, il singolo viene ripubblicato in onore dell'uscita del Greatest Hits, e in questo caso raggiunge la nona posizione negli USA.